# Фукёр
Фукёр (фр. Fouqueure) — коммуна во Франции, находится в регионе Пуату — Шаранта. Департамент — Шаранта. Входит в состав кантона Эгр. Округ коммуны — Конфолан.
Код INSEE коммуны — 16144.

## География
Коммуна расположена приблизительно в 380 км к юго-западу от Парижа, в 80 км южнее Пуатье, в 28 км к северу от Ангулема.
Вдоль восточной и южной границ коммуны протекает река Шаранта. На западе коммуны есть болота.

## Население
Население коммуны на 2008 год составляло 426 человек.
| 1962 | 1968 | 1975 | 1982 | 1990 | 1999 | 2008 |
| ---- | ---- | ---- | ---- | ---- | ---- | ---- |
| 531  | 490  | 471  | 437  | 426  | 428  | 426  |

## Экономика
В 2007 году среди 249 человек в трудоспособном возрасте (15—64 лет) 158 были экономически активными, 91 — неактивными (показатель активности — 63,5 %, в 1999 году было 64,0 %). Из 158 активных работали 139 человек (80 мужчин и 59 женщин), безработных было 19 (6 мужчин и 13 женщин). Среди 91 неактивных 18 человек были учениками или студентами, 35 — пенсионерами, 38 были неактивными по другим причинам.

## Достопримечательности
- Командорство Мальтийского ордена и церковь Сент-Этьен (XII век)
  - Бронзовый колокол «Мари Бернар» (XIII век). Высота — 45 см, диаметр — 42 см. На колоколе выгравирована надпись: VOX DOMINI SUP. NOS. Исторический памятник с 1960 года[3]
- Фрагмент напольного покрытия (II век). Размеры — 100×100 см. Хранится в здании мэрии. Исторический памятник с 1956 года[4]

## Фотогалерея

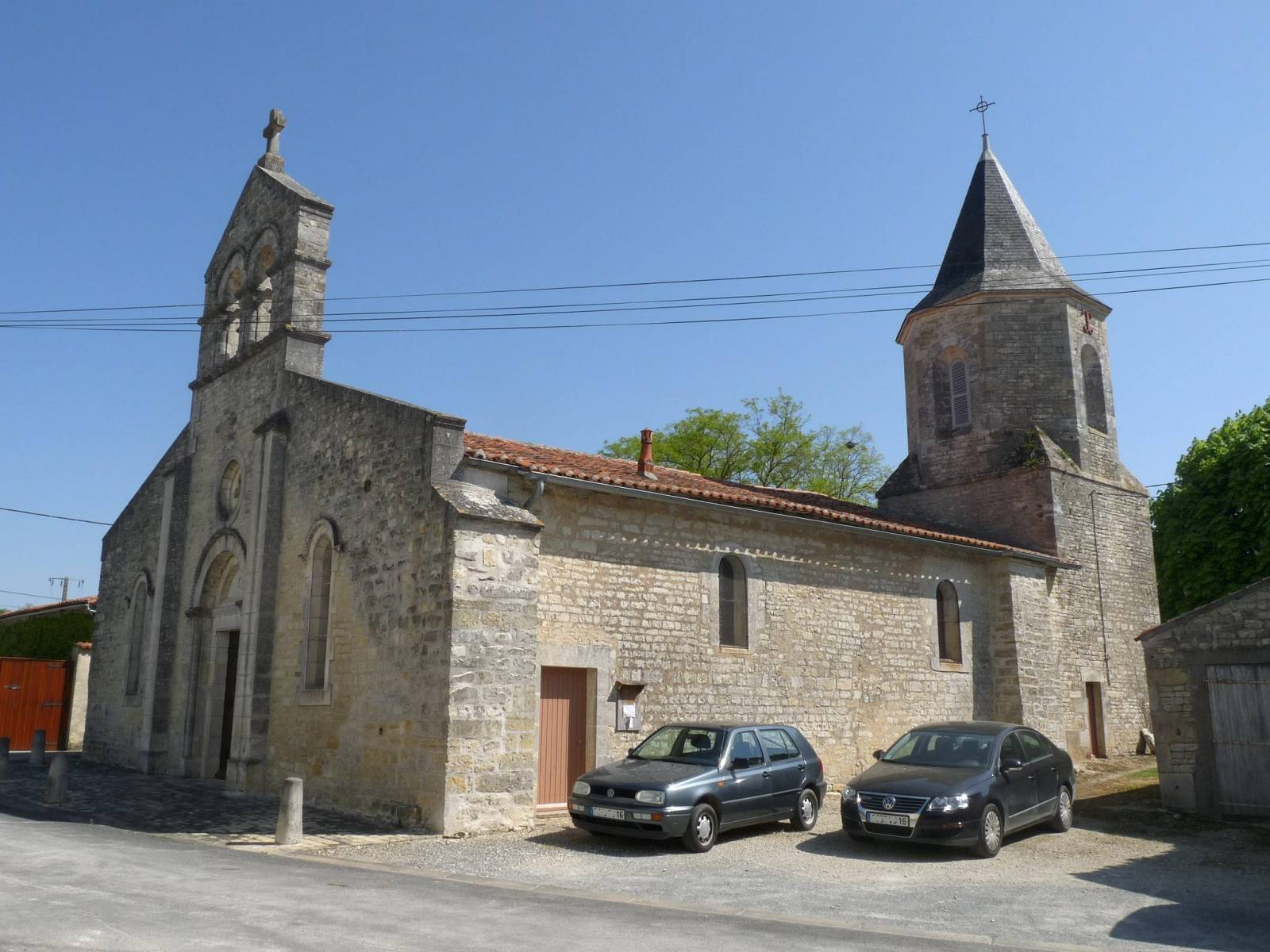
Церковь Сент-Этьен
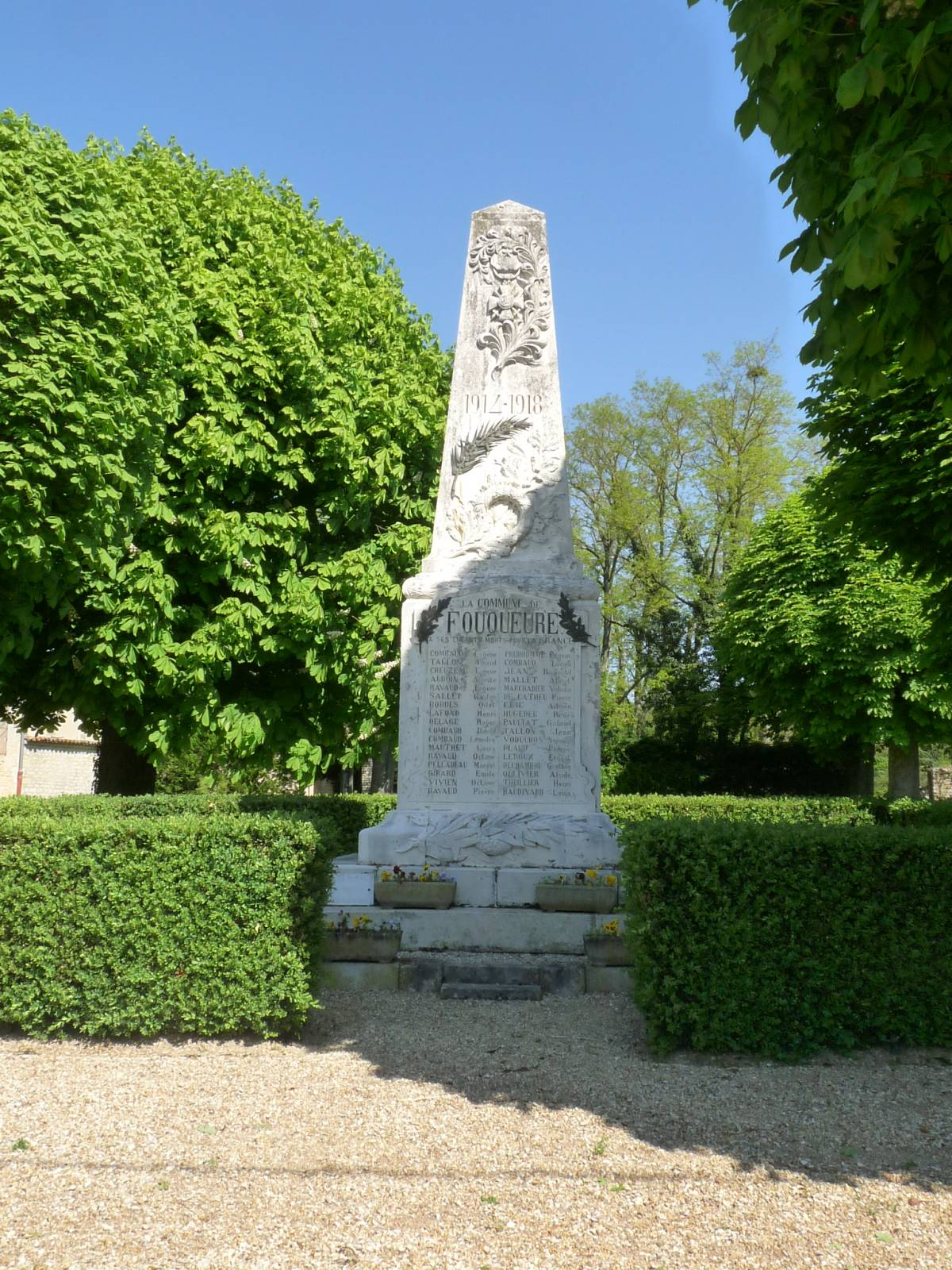
Военный мемориал
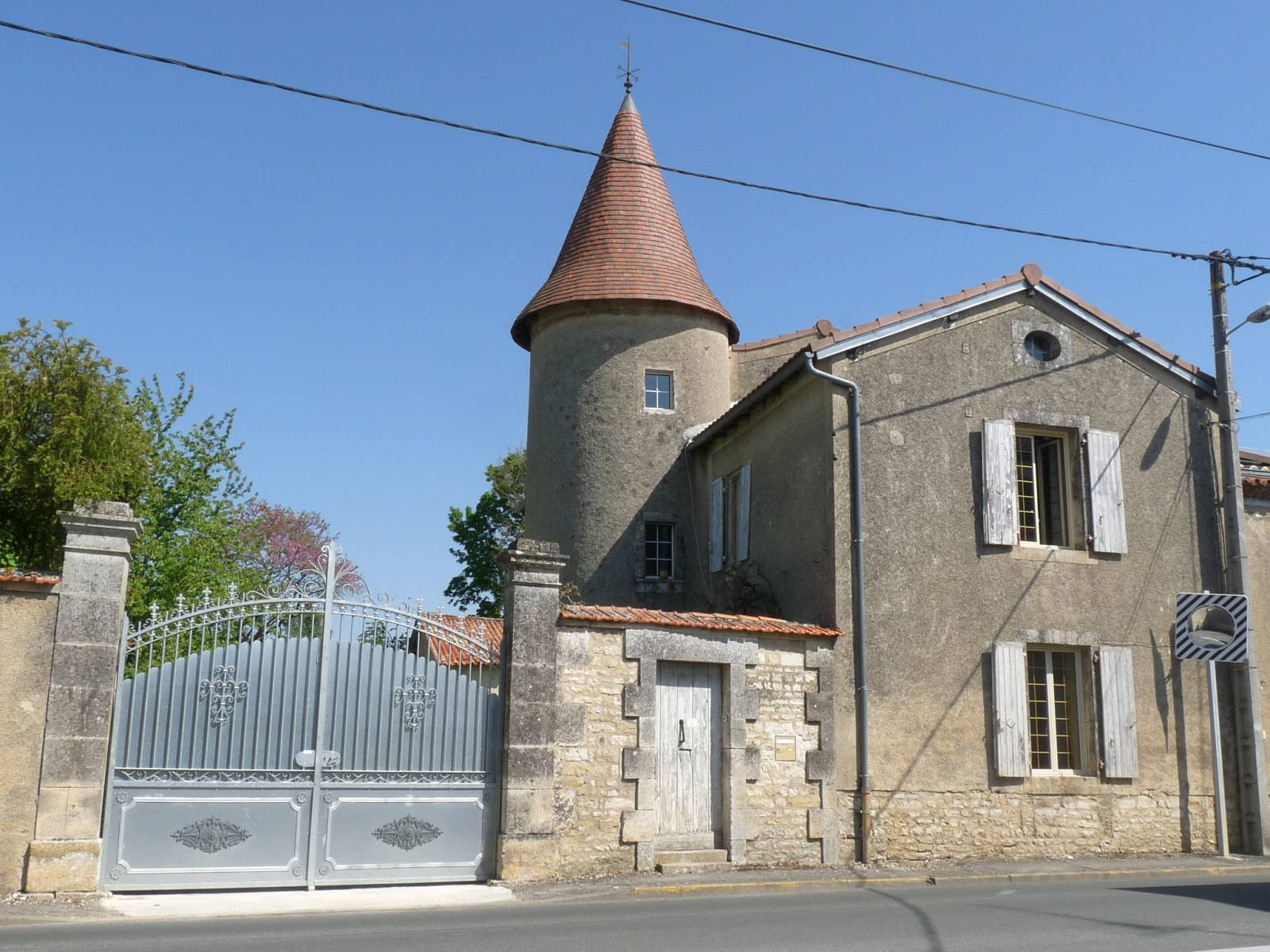
Поместье